# Хамелеон (рассказ)
«Хамелео́н» — рассказ русского писателя Антона Павловича Чехова. Впервые опубликован в журнале «Осколки» № 36 от 8 сентября 1884 года под подписью «А. Чехонте». В 1886 году «Хамелеон» был также выпущен с мелкими изменениями «Осколками» в составе сборника Чехова «Пёстрые рассказы».
Рассказ был переведён на болгарский, венгерский, немецкий, польский, сербскохорватский, финский и чешский языки ещё при жизни Чехова. В России (а ранее — в СССР) «Хамелеон» входит в программу основного общего образования.
Рассказ был неоднократно экранизирован.

## Сюжет
Чехов написал этот рассказ в 23 года, завершена в феврале 1884 года, осенью того же года Чехов удостоен получения медицинского диплома в Москве на факультете медицины МГУ.  
Полицейский надзиратель Очумелов стал свидетелем инцидента на базарной площади. Золотых дел мастер Хрюкин предъявляет толпе свой окровавленный палец, укушенный сжавшимся рядом бесхозным щенком борзой. Пока толпа выясняет, бродячая ли это собака или генеральская, Очумелов, в зависимости от мнимого статуса животного, неоднократно меняет свои указания истребить собаку на угрозы Хрюкину и обратно.

## Экранизации
В 1929 году вышел в свет немой киноальманах Якова Протазанова «Чины и люди», состоящих из трёх самостоятельных новелл. Одна из частей ленты была снята по мотивам «Хамелеона» Роль Очумелова сыграл Иван Москвин, роль Хрюкина — Владимир Попов.
Ещё одна экранизация рассказа «Хамелеон» состоялась в 1971 году, когда Игорь Ильинский и Юрий Сааков выпустили телевизионный фильм «Эти разные, разные, разные лица…». Все роли в этой ленте, состоящей из семи новелл, исполнил Игорь Ильинский. В 1973 году на Всесоюзном фестивале телевизионных фильмов за актёрскую работу в этой картине Игорь Владимирович получил первую премию.
В 1986 году рассказ был экранизирован в индийском сериале Katha Sagar («Море историй»), задуманном как экранизация наиболее известных рассказов мировой классики. Режиссёром серии под названием «Girgit», сюжет которой (с индийским колоритом) полностью основан на рассказе, выступил Шьям Бенегал. В титрах к серии Чехов указан как автор.
2004 — Хамелеон / Kameleon (ТВ) (Сербия и Черногория), режиссёр Миливое Милошевич (сериал «Смешные и другие сцены»).
В 2009 году в рамках проекта «Русская классика — детям» по мотивам рассказа был снят российский мультфильм «Очумелов» (режиссёр Алексей Дёмин).